# Bob Wootton
Robert Clifton Wootton (Paris, 4 marzo 1942 – Gallatin, 9 aprile 2017) è stato un chitarrista statunitense.
Si è unito alla band di supporto di Johnny Cash, i Tennessee Three, dopo che il chitarrista solista originale Luther Perkins morì in un incendio. È rimasto il chitarrista di Cash per quasi trent'anni.

## Biografia
Robert Cilfton Wootton è nato il 4 marzo 1942 a Parigi, in Arkansas . Nel 1950 si trasferì con la sua famiglia a Taft, in California.
Ha imparato a suonare la chitarra da suo padre all'età di 11 anni. Fu in questo periodo che disse di aver ascoltato per la prima volta la musica di Johnny Cash, che "amò immediatamente". Nel 1956 acquistò una copia di " I Walk the Line ", anche se allora non possedeva un giradischi . Nel 1958, Wootton si trasferì in Oklahoma, dove visse fino a quando non si unì alla band di Cash.
Wootton è sempre stato un fan di Cash e suonava religiosamente le sue canzoni fino a quando non perfezionò lo stile boom-chicka-boom noto come il suono simbolico di Cash. Nel 1968, Wootton suonava regolarmente a Oklahoma City. Dopo la morte di Luther Perkins in un incendio in una casa nell'agosto 1968, il ruolo di chitarrista principale nella band fu assegnato a Carl Perkins portando un diverso sound alla band. Il 17 settembre 1968, Cash si esibì a Fayetteville, in Arkansas, a una manifestazione elettorale per il governatore Winthrop Rockefeller . Un ritardo della compagnia aerea ha lasciato sul palco solamente Johnny Cash e il batterista WS Holland. Wootton, che era seduto tra il pubblico, si avvicinò a Cash chiedendo di sostituire Carl Perkins per la notte. Wootton ha sbalordito la folla, soprattutto lo stesso Cash, con interpretazioni perfette di ogni canzone. Cash accennò di sfuggita che un giorno avrebbe chiamato di nuovo Wootton, ma in pochi giorni gli chiese di unirsi al tour come nuovo chitarrista solista.
Nell'album live di Cash registrato alla Prigione di San Quentin, Wootton si esibì in brani come "I Walk the Line" e " Folsom Prison Blues ". Wootton è rimasto al fianco di Cash fino al 1997, anno in cui Cash per problemi di salute non ha potuto più esibirsi.
Con il ritiro di Cash dal palco, Wootton era disposto a trovare un lavoro al di fuori della musica per guadagnarsi da vivere. Ha lavorato come autista di un tour bus, tra cui per un periodo ha suonato per gli Smashing Pumpkins . Wootton non ha partecipato alle sessioni di registrazione dei celebri album American Recordings di Cash.  Dal 2006 al 2007, Wootton si è esibito con il batterista originale di Cash, WS Holland, sua moglie Vicky Wootton e sua figlia Scarlett Wootton nei panni dei Tennessee Three. Nel 2006 la band ha pubblicato il primo album dalla morte di Cash, un tributo intitolato The Sound Must Go On.
I Tennessee Three avrebbero dovuto esibirsi nella prigione di Folsom nel gennaio 2008 per commemorare il 40 ° anniversario dello spettacolo a Folsom di Cash. Wootton alla fine si è ritirato dal progetto del concerto, che è stato successivamente cancellato a seguito di controversie tra funzionari della prigione e promotori dello spettacolo. Wootton ha continuato il suo tour del 2008 come Tennessee Three con il batterista Rodney Blake Powell, Vicky, Scarlett e Montana Wootton a folle in diversi paesi. La band ha continuato a fare tournée per tutto il 2009.
Wootton è morto il 9 aprile 2017 a Gallatin, nel Tennessee, all'età di 75 anni.